# 신앙의 빛
신앙의 빛(라틴어: Lumen fidei)은 교황 프란치스코가 발표한 첫번째 회칙이다. 2013년 6월 29일 공개되었지만, 공식적으로는 7월 5일 발표되었다.